# South Valley (New Mexico)
South Valley ist ein Census-designated place (CDP) im Bernalillo County, New Mexico in den Vereinigten Staaten. Zum Zeitpunkt des United States Census 2010 lebten hier 40.976 Personen. South Valley ist Teil der Albuquerque Metropolitan Statistical Area. Es handelt sich um die größte Siedlung in New Mexico ohne eigene Verwaltungsstruktur. Für Verwaltungsaufgaben ist das Bernalillo County zuständig.

## Geografie
South Valley liegt im zentralen Bernalillo County. Es wird im Norden, Osten und der Hälfte seiner Westseite von der Stadt Albuquerque begrenzt. Der Rio Grande verläuft von Norden nach Süden durch das Zentrum des CDP.

## Geschichte
Gegenwärtig ist das South Valley ein gemeindefreies Gebiet im Bernalillo County, das südlich der Stadtgrenzen von Albuquerque liegt. Im Januar 2010 wurde im South Valley ein Referendum abgehalten, um zu entscheiden, ob die Region in eine Stadt mit dem Namen Valle de Atrisco umgewandelt werden sollte oder nicht. Die Wähler im South Valley lehnten die Gemeindegründung mit einer überwältigenden Mehrheit von 93 zu 7 Prozent bei der Sonderwahl am 5. Januar 2010 ab. Die Gegner der Gemeindegründung führten die potenziellen Kosten (und die Steuerlast für die Bewohner) für die Bereitstellung von Bildung, öffentlichen Arbeiten, Polizei und Feuerwehr im South Valley an, da Bernalillo County diese Dienstleistungen nach der Gemeindegründung nicht mehr für die Gemeinde bereitstellen würde.

## Demografie
Nach der Volkszählung von 2010 leben in South Valley 40.976 Menschen. Die Bevölkerung teilte sich im Jahr 2017 auf in 16,1 % nicht-hispanische Weiße, 0,8 % Afroamerikaner, 1,6 % amerikanische Ureinwohner, 0,5 % Asiaten, 0,02 % Ozeanier und 0,3 % mit zwei oder mehr Ethnizitäten. Hispanics oder Latinos machten 81,4 % der Bevölkerung aus. Das mittlere Haushaltseinkommen lag bei 38.919 US-Dollar und die Armutsquote bei 26,7 %.

## Film und Fernsehen
South Valley fungierte als ein Drehort für die Fernsehserien Breaking Bad und In Plain Sight – In der Schusslinie.

## Bilder

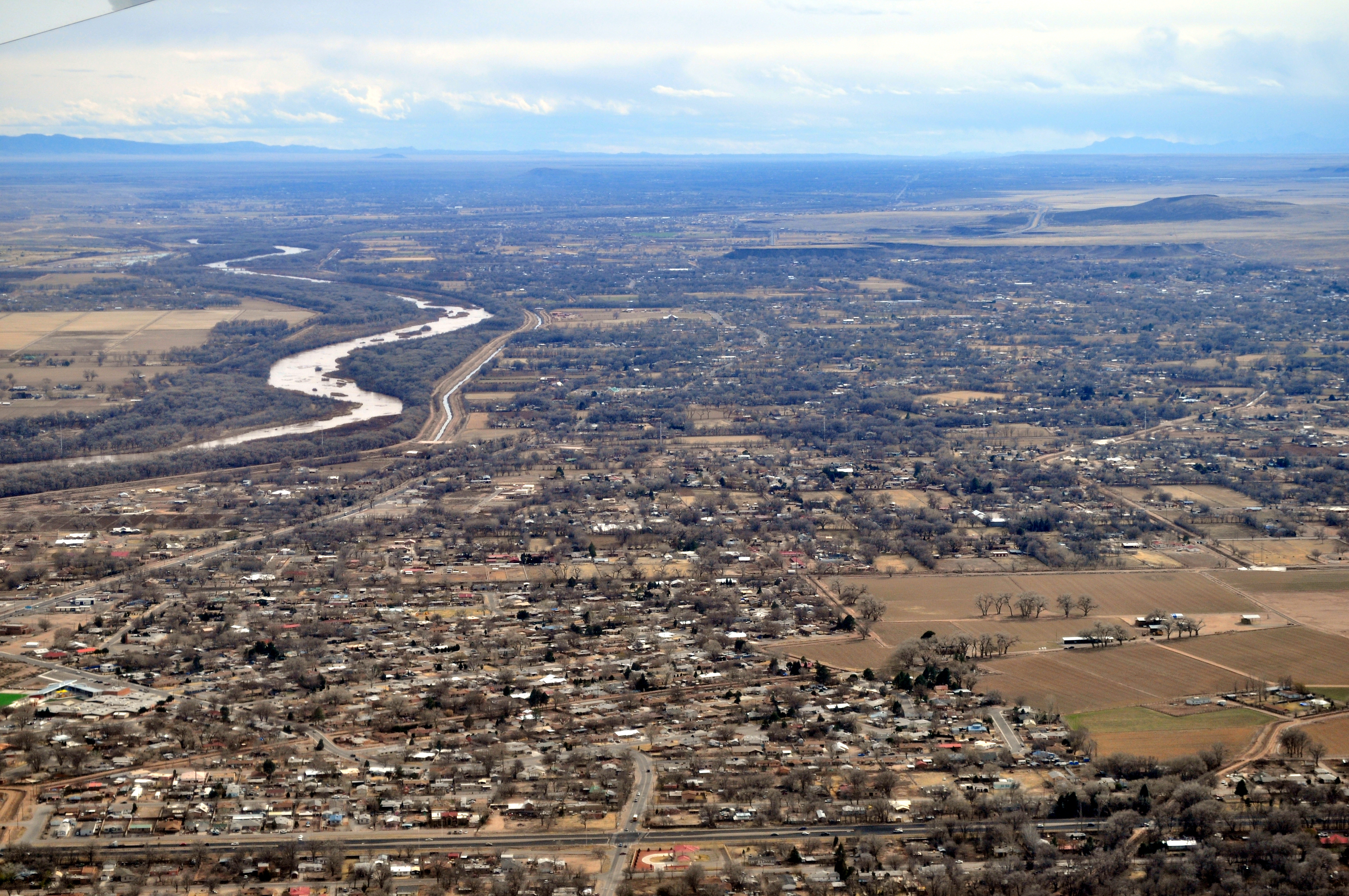
Luftbild
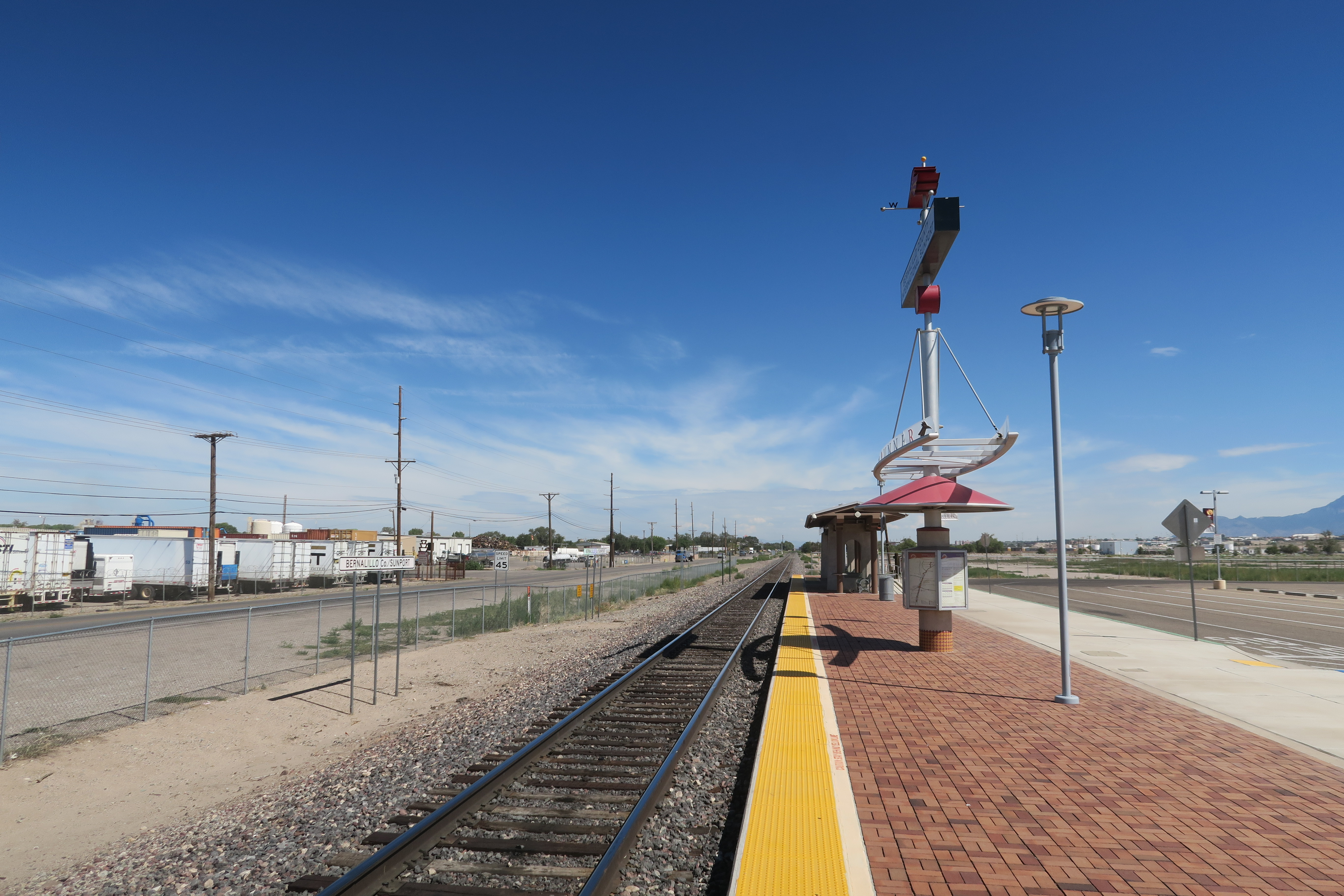
Bahnstation
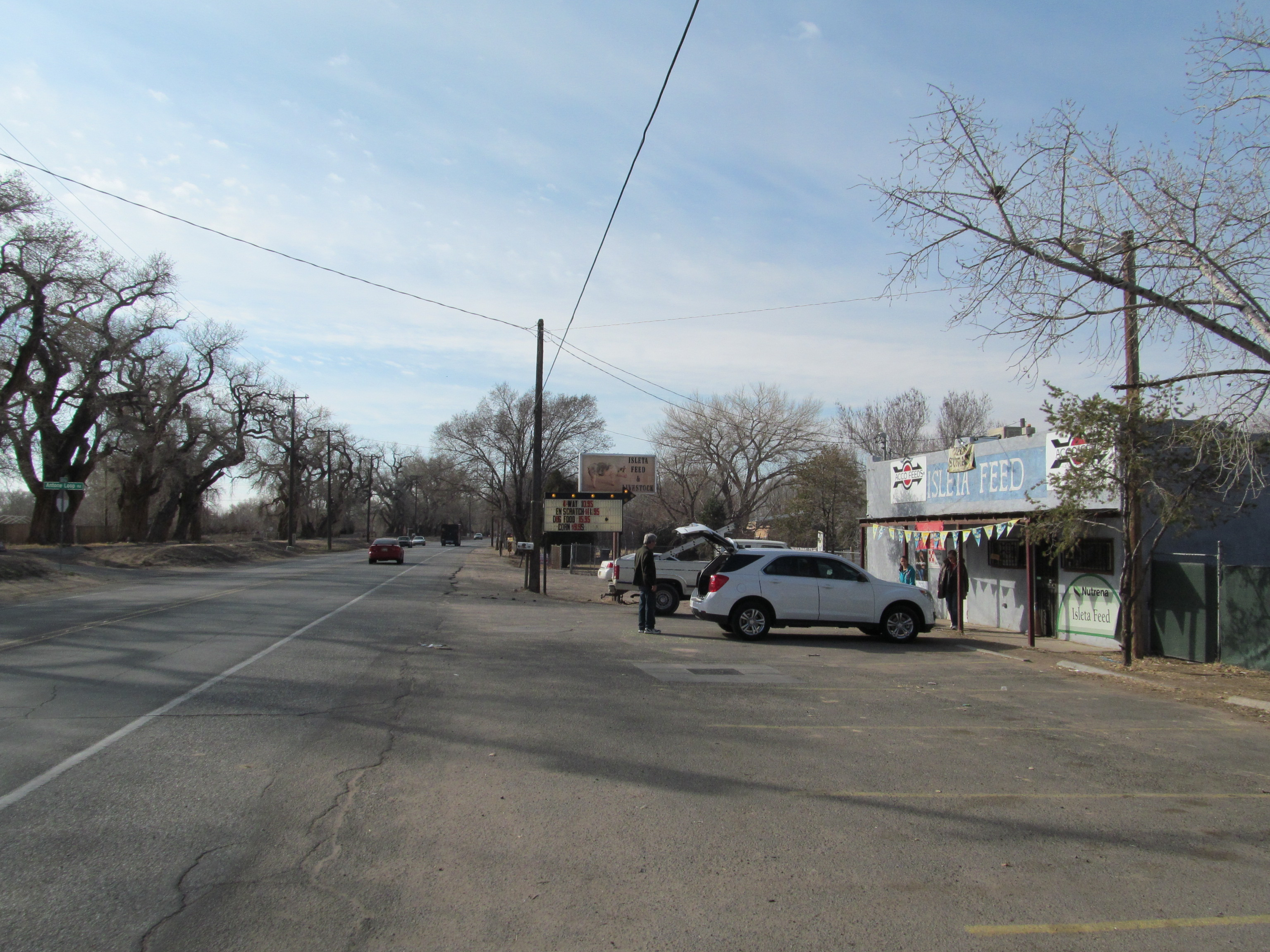
Straße
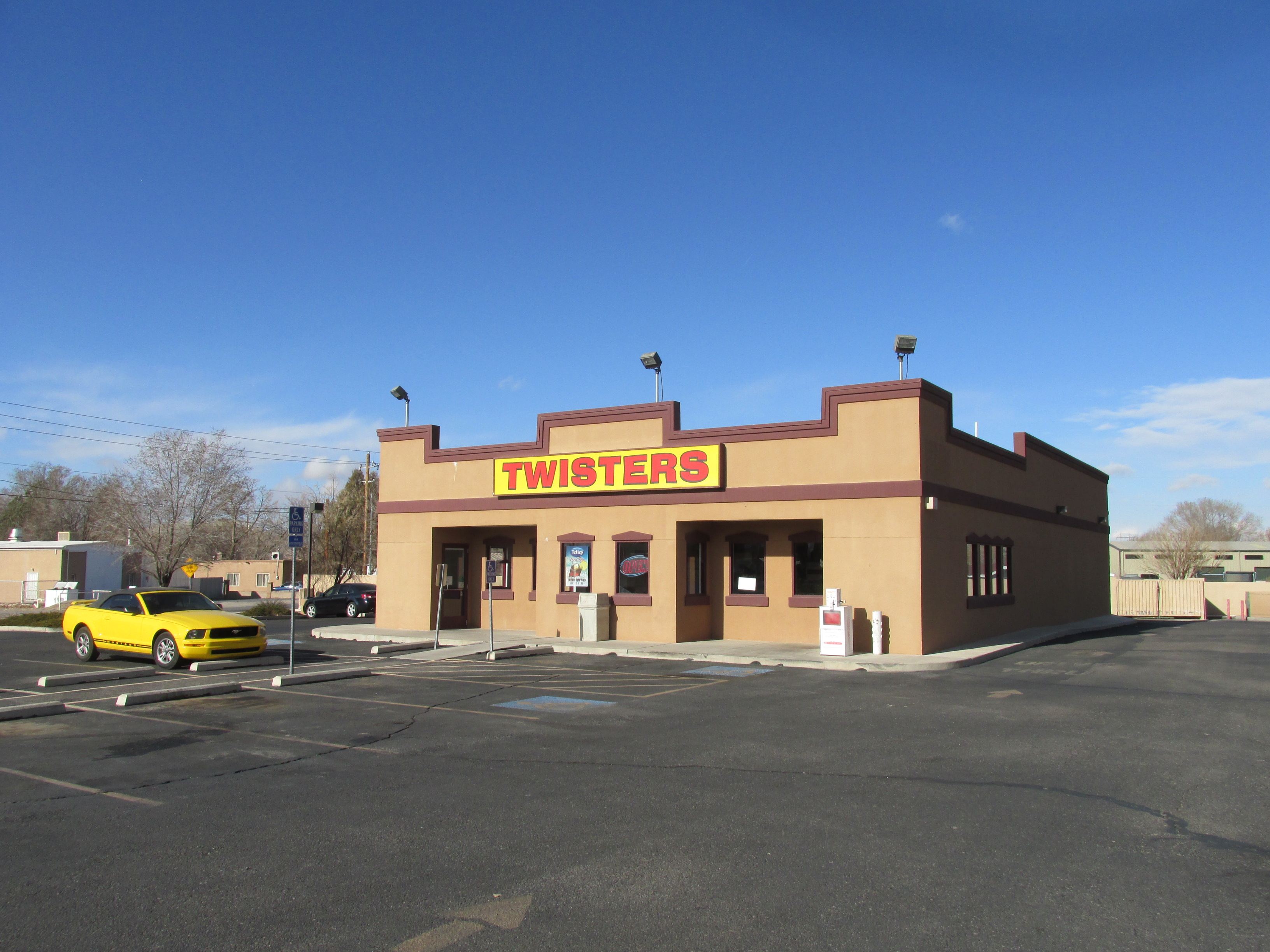
Restaurant